# Aarereprijs
Aarereprijs (Veronica spicata) is een relatief zeldzame overblijvende plant uit de weegbreefamilie (Plantaginaceae).
Deze plant, die een hoogte kan bereiken van 20 tot 55 cm, ontspruit aan een wortelstok. De stengels zijn bedekt met klierhaartjes en de bladeren zijn gezaagd. Elke stengel mondt uit in een dichte aar met paarsblauwe bloempjes die bloeien van juni tot september.
Hij heeft een voorliefde voor zonnige hellingen en stenig grasland.